# Estação Del Castilho (Metrô Rio)
Estação Del Castilho é uma estação da Linha 2 do Metrô do Rio de Janeiro. Aproveitando parte do trajeto da antiga Estrada de Ferro Rio D'Ouro, foi inaugurada em março de 1983 como Estação Del Castilho, tendo sido desativada em 1985 para depois ser reinaugurada em 24 de dezembro de 1987. Antes chama-se Nova América/Del Castilho, fruto de uma parceria com o Shopping Nova América, principal polo de atração da estação.

## Integrações
A estação conta com integração para a Ilha do Fundão (Ônibus Expresso 616/913), Barra da Tijuca e Jacarepaguá (Barra Expresso/Jacarepaguá Expresso). Em dias de jogos no Engenhão, o ônibus Barra Expresso faz parada no estádio.

## Acessos
A estação conta com 2 acessos: 
- Acesso A - Shopping Nova América
- Acesso B - Av. Dom Hélder Câmara

## Linhas de ônibus
- 296 (Irajá-Castelo)
- 371 (Praça Seca-Praça da República)
- 610 (Tanque-Del Castilho)
- 611 (Camorim-Del Castilho)
- 613 (Vargem Grande-Del Castilho)
- 614 (Alvorada-Del Castilho)
- 615 (Pavuna-Del Castilho)
- 616 (Fundão-Del Castilho)
- 625 (Olaria-Saens Pena)
- 628 (Penha-Del Castilho)
- 629 (Irajá-Saens Peña)
- 687 (Pavuna-Méier)
- 688 (Pavuna-Méier)
- 913 (Fundão-Del Castilho
- 946 (Pavuna-Engenho da Rainha)

## Proximidades
- Norte Shopping (16 minutos)
- Escola Municipal Manoel Bomfim (9 minutos)
- Clínica da Família Nicolau Amin (4 minutos)